# Manneville-sur-Risle
Manneville-sur-Risle é uma comuna francesa na região administrativa da Normandia, no departamento de Eure. Estende-se por uma área de 9,34 km². Em 2010 a comuna tinha 1 556 habitantes (densidade: 166,6 hab./km²).